# Зарево (авионика)
«Зарево» — вертолётная тепловизионная обзорно-прицельная подсистема (тепловизор) под индексом ТПК-3. Подсистема предназначенная для модернизации штатной обзорно-прицельной системы «Радуга-Ш» ударных вертолётов типа Ми-24П и Ми-35, что даёт возможность боевого применения вертолётов в тёмное время суток. Разработана в ОАО КМЗ им. Зверева для обеспечения возможности применять ПТУР и неуправляемое вооружение во время ночных боевых действий и в ограниченно-сложных метеоусловиях.
Конструктивно состоит из лазерного дальномера, системы стабилизации и наведения головного зеркала, пеленгатора с оптико-механическим блоком и тепловизионного канала. Интегрирование аппаратной части системы «Зарево» со штатной системой «Радуга-Ш» не требует каких-либо доработок последней. Кроме этого, дооснащение авиатехники системой «Зарево» не требует переподготовки экипажей, имеющих опыт работы с обзорно-прицельной системой «Радуга-Ш» и позволяет сохранить все преимущества оптического визира перед каналами технического зрения по вероятности обнаружения.
Тактико-технические характеристики
| Характеристика                                       | Значение                   |
| ---------------------------------------------------- | -------------------------- |
| Диапазон дальностей, измеряемых лазерным дальномером | до 8 км                    |
| Длина волны лазерного дальномера                     | 1,06 мкм                   |
| Диапазон наведения линии визирования по вертикали    | +15° (вверх) −20° (вниз)   |
| Диапазон наведения линии визирования по горизонтали  | +15° (вправо) −15° (влево) |
| Поле зрения тепловизионного канала (широкое)         | 7,0×11,2°                  |
| Поле зрения тепловизионного канала (узкое)           | 2,1×3,4°                   |
| Макс. угловая скорость наведения линии визирования   | не менее 3-8 град/с        |
| Спектральный диапазон тепловизионного канала         | 8—12 мкм                   |
| Поле зрения тепловизионного канала                   | 7-11,2°; 2,1-3,4°          |